# 경인지방통계청
경인지방통계청(京仁地方統計廳, Gyeongin Regional Statistics Office)은 서울특별시, 인천광역시, 경기도 지역의 통계 기준 설정과 인구조사 및 각종 통계에 관한 사무를 관장하는 대한민국 통계청의 소속기관이다. 2009년 2월 1일 발족하였으며, 경기도 과천시 관문로 47에 위치하고 있다. 청장은 고위공무원단 나등급에 속하는 임기제공무원으로 보한다.

## 직무
- 소속기관 등의 총괄 관리에 관한 사항
- 관할 지역통계의 분석 및 제공 등에 관한 사항
- 관할 시군구 지역통계 작성의 승인 및 품질관리제도의 운영에 관한 사항
- 조사대행 및 지역통계지원 등에 관한 사항
- 관할지역 지방자치단체 등과의 대외협력에 관한 사항
- 책임운영기관 운영에 관한 사항
- 조사환경개선 등에 관한 사항
- 소관통계의 조사 실시·내용검사·분석 등에 관한 사항
- 조사대상의 표본관리 등에 관한 사항
- 통계조사의 정확도 제고에 관한 사항
- 교육훈련 등에 관한 사항
- 자체 감사에 관한 사항
- 관할 통계도서관 운영 및 관리에 관한 사항
- 그 밖에 홍보활동 및 지방청의 목적달성을 위하여 필요한 사항

## 연혁
- 1975년 8월 14일: 조사통계국 소속으로 경기도통계사무소 설치.[4]
- 1990년 4월 7일: 관할구역에서 서울특별시를 분리하여 서울통계사무소 설치. 경기도통계사무소를 경기통계사무소로 개편.[5]
- 1990년 5월 26일: 경기통계사무소 소속으로 인천·성남·의정부출장소 설치.[6]
- 1994년 1월 3일: 성남·의정부출장소를 동부·북부출장소로 개편.[7]
- 1995년 2월 28일: 인천출장소를 인천통계사무소로 승격.[8]
- 1998년 3월 3일: 동부·북부출장소를 성남·의정부출장소로 개편.[9]
- 1998년 7월 1일: 경기통계사무소 소속으로 부천·평택·고양·남양주·여주출장소 설치.[10]
- 2001년 6월 9일: 남양주출장소를 구리출장소로 개편.[11]
- 2002년 8월 16일: 여주출장소를 이천출장소로 개편.[12]
- 2005년 7월 22일: 서울·경기통계사무소를 서울·경기지방통계청으로 개편.[13]
- 2006년 1월 1일: 서울·경기지방통계청과 인천통계사무소를 책임운영기관으로 지정.[14]
- 2008년 2월 29일: 경기지방통계청 소속으로 안산·화성·포천·양평출장소를, 인천통계사무소 소속으로 강화출장소를 설치.[15]
- 2009년 2월 1일: 서울·경기지방통계청과 인천통계사무소를 경인지방통계청으로 통합.[16] 안산·포천·양평·강화출장소를 폐지하고 성남·의정부·부천·평택·고양·구리·이천·화성출장소를 성남·의정부·부천·평택·고양·구리·이천·화성사무소로 개편. 인천·수원사무소를 설치.[17]
- 2014년 3월 14일: 서울본부세관 별관에서 정부과천청사로 청사 이전.[18]
- 2015년 10월 1일: 서울사무소 설치. 부천·평택·이천·화성사무소 폐지.[19]

## 관할구역
- 서울특별시
- 인천광역시
- 경기도

## 조직

### 청장
- 조사지원과[20]
- 지역통계과[20][21]
- 경제조사과[20]
- 사회조사과[22]
- 농어업·서비스업조사과[22]

### 소속기관
사무소장은 5급 공무원으로 보한다.
| 명칭         | 위치                                    | 관할구역 |
| ------------ | --------------------------------------- | --- |
| 서울사무소   | 서울특별시 종로구 창경궁로 136          | 서울특별시 강북구·광진구·노원구·도봉구·동대문구·마포구·서대문구·성동구·성북구·용산구·은평구·종로구·중구·중랑구 |
| 인천사무소   | 인천광역시 남동구 인하로507번길 66      | 인천광역시, 경기도 부천시·광명시·시흥시                                                                        |
| 수원사무소   | 경기도 수원시 팔달구 효원로308번길 58-6 | 경기도 수원시·화성시·오산시·평택시·안성시                                                                      |
| 성남사무소   | 경기도 성남시 수정구 수정로 85          | 경기도 성남시·광주시·용인시·이천시·여주시                                                                      |
| 의정부사무소 | 경기도 의정부시 체육로 298-7            | 경기도 의정부시·동두천시·양주시·포천시·연천군                                                                  |
| 고양사무소   | 경기도 고양시 덕양구 화중로104번길 50   | 경기도 고양시·파주시·김포시                                                                                    |
| 구리사무소   | 경기도 구리시 아차산로 505              | 경기도 구리시·남양주시·하남시·가평군·양평군                                                                    |

## 같이 보기
- 나라셈도서관